# Speedy
Speedy és una pel·lícula muda dirigida per Ted Wilde i protagonitzada per Harold Lloyd i el títol és el sobrenom pel qual se'l coneixia. Basada en una història de John Grey, Lex Neal i Howard Emmett Rogers amb títol d'Albert DeMond, es tracta de la darrera pel·lícula muda de Harold Lloyd. La pel·lícula es va rodar a Hollywood amb algunes escenes rodades a Coney Island (Nova York). Va ser nominada a l'Oscar a la millor direcció, es va estrenar el 7 d’abril de 1928.

## Argument
Pop Dillon és el propietari de l'últim tramvia tirat per cavalls que queda a Nova York, i refusa amb orgull els intents del magnat W. S. Wilton de comprar-lo. Viu amb la seva néta, Jane, que està enamorada d'Harold "Speedy" Swift. Tot i que a Pop li agrada Harold, li preocupa la incapacitat del jove per treballar perquè es distreu contínuament amb el beisbol. Harold perd la seva darrera feina com a venedor de refrescs a l'estadi quan es distreu amb el marcador del partit dels Yankee mentre fa un encàrrec per al seu cap. Aquella nit, a casa de Jane, Harold insta a Pop a continuar rebutjant les ofertes de Wilton, així com les amenaces de Steve Carter, el subordinat de Wilton. Pop explica amb orgull que el tramvia circuli per les vies de la ciutat almenys una vegada cada vint-i-quatre hores, no el poden cancel·lar.
Després d'una excursió de cap de setmana al Luna Park de Coney Island, Harold i Jane somien amb el dia que es casaran i formaran una família. La següent feina d'en Harold és com a taxista a The Only One Cab Co. A causa d'un malentès, Harold rep dues multes d'aparcament d'un policia malhumorat, que l'amenaça amb la presó si n’hi ha de posar una tercera. Harold pensa que li ha canviat la sort quan aparca davant d'un orfenat i s'assabenta que el seu heroi, Babe Ruth, és allà visitant els nens. Com que Babe necessita un taxi per arribar al Yankee Stadium, Harold encantat s’ofereix a portar-lo i després d’una conducció frenètica arriben a temps per al partit. Tot i que el policia està a punt de posar-li la tercera multa, Harold assisteix al partit com a convidat de Babe. Aleshores, però, Babe aconsegueix un home-run i el cap de Harold s'enfada en descobrir-lo animant a la grada en comptes de conduir el seu taxi per lo que és acomiadat. A la sortida, Harold s’amaga de l'enutjat policia amagant-se en una cabina telefònica i allà escolta Steve Carter explicant que planeja enviar alguns pinxos per espantar Pop. Speedy convenç Pop que necessita unes vacances i s'ofereix a agafar el tramvia l'endemà.
Aquella nit, mentre Speedy atén el cavall de Pop, els homes del barri, que han estat utilitzant el tramvia com a casa durant les nits, escolten a Speedy explicar-los les amenaces que rep Pop. Aquests, enfadats, s'ofereixen a ajudar Speedy i li suggereixen que utilitzi la contrasenya "Fa olor a pluja" quan els necessiti. L'endemà al matí, Harold pateix diverses desventures, inclosa ajudar sense voler uns lladres a escapar amb el tramvia, però finalment crida la contrasenya quan es presenten els homes de Carter. Fidels a la seva paraula, els amics venen a ajudar a Speedy i fan fora els pinxos. Wilton, que no sabia res dels matons, canvia d'opinió, acomiada en Carter i ofereix a Pop 70.000 dòlars. Pop està preparat per signar, però Speedy convenç a Wilton que la línia ara val 100.000 dòlars, preu que acaba acceptant. Speedy demana a Jane que és casi amb ell i ella accepta.

## Repartiment
- Harold Lloyd (Harold 'Speedy' Swift)
- Ann Christy (Jane Dillon)
- Bert Woodruff (Pop Dillon, l’avi)
- Byron Douglas (W.S. Wilton)
- Brooks Benedict (Steve Carter)
- Babe Ruth (ell mateix)
- Josephine Crowell (extra)